# Stockholms BSK
Stockholm Baseboll & Softbollklubb, även kallad Stockholm Baseboll, grundades 1990 genom en sammanslagning av tidigare svenska mästarna Bagarmossen BSK och Skarpnäck BK.
Klubben har på damsidan två SM-guld, 1991 och 1997, och på herrsidan fem SM-guld 2008, 2009, 2011, 2013 och 2014. Man har efter två sejourer i division 1 spelat i Elitserien sedan 2006. 

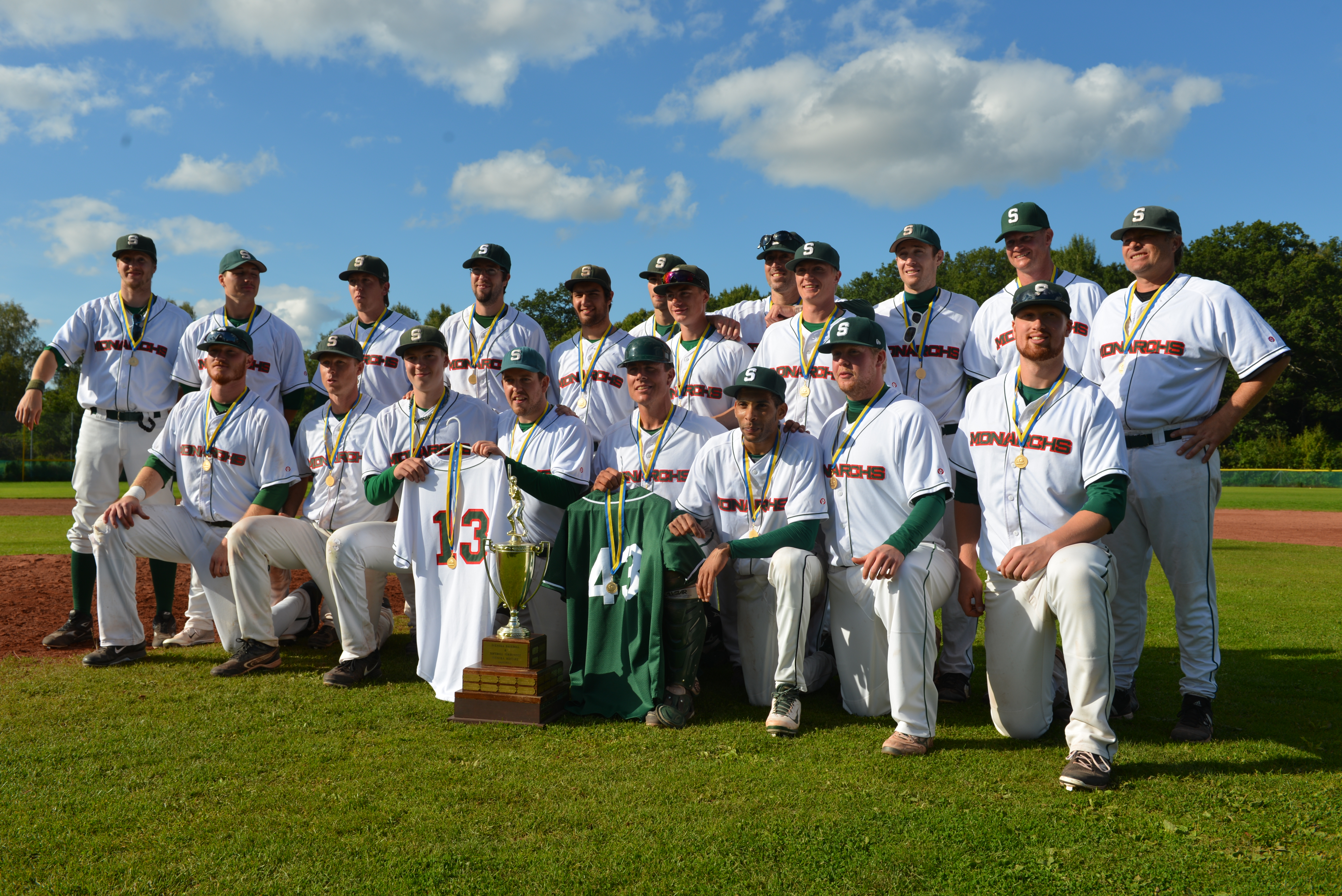
Lagbild efter sista matchen 2014.
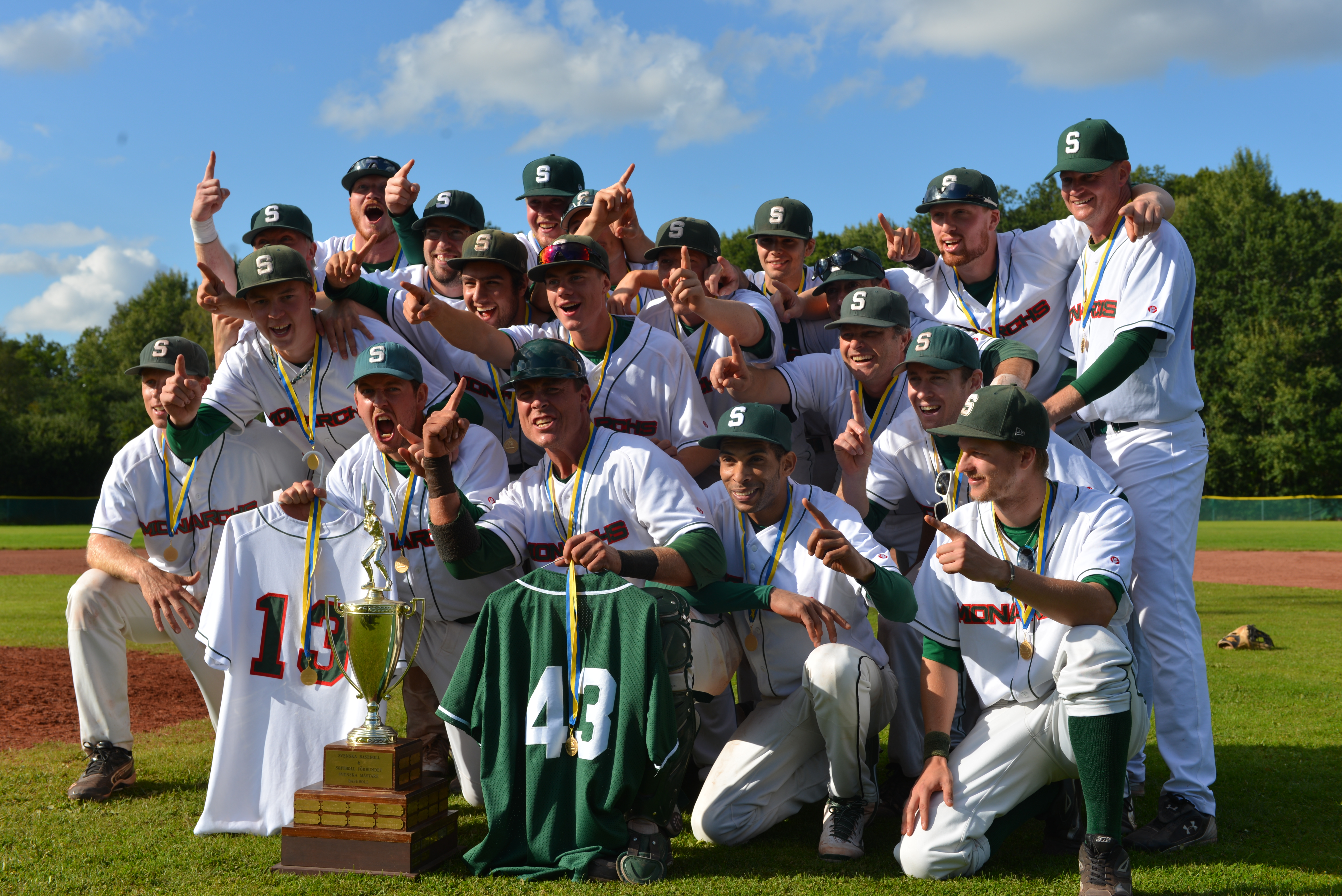
Laget firar guldet efter vinst i SM-finalen mot Leksand Lumberjacks 2014.
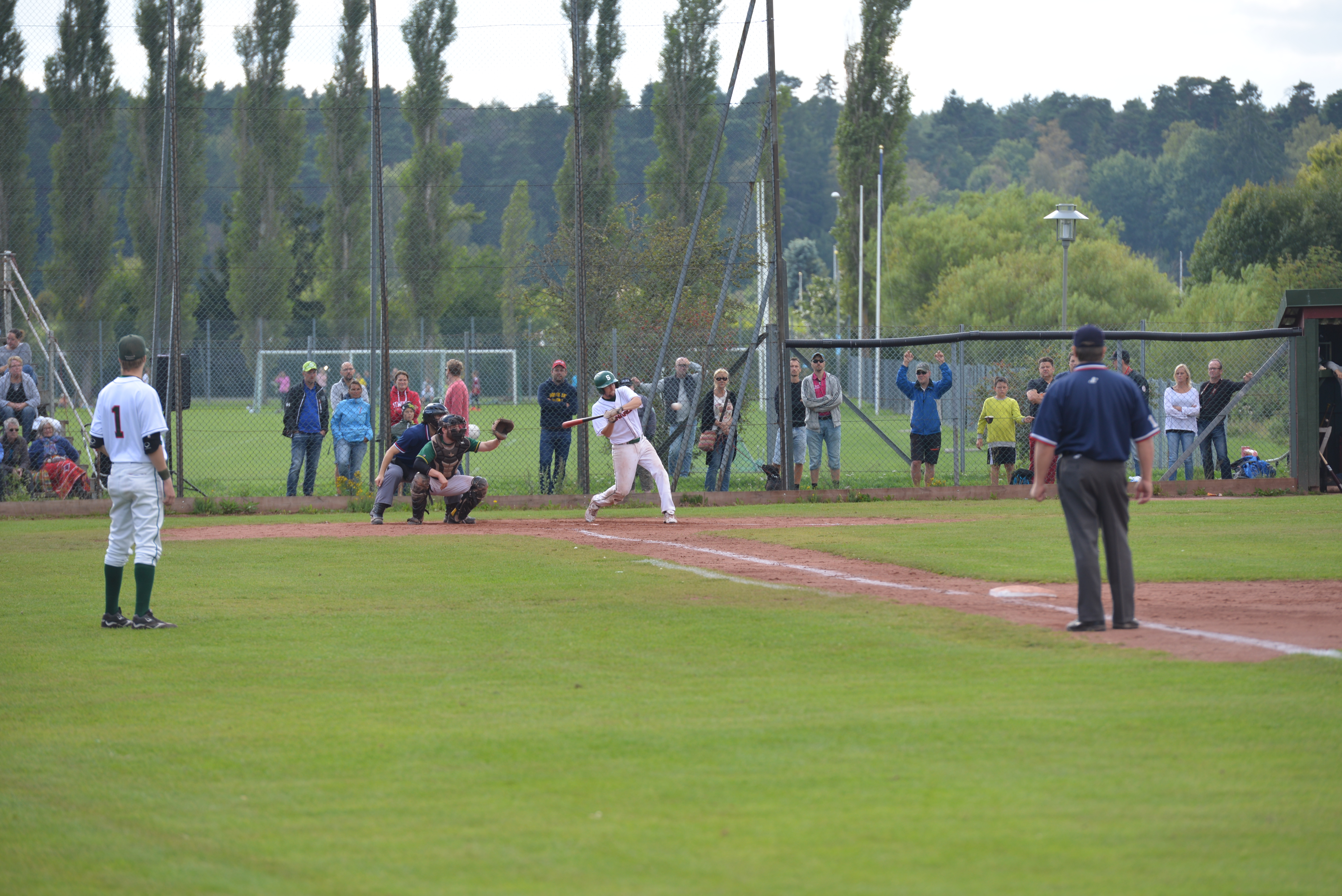
Slagman som svingar slagträt mot bollen.
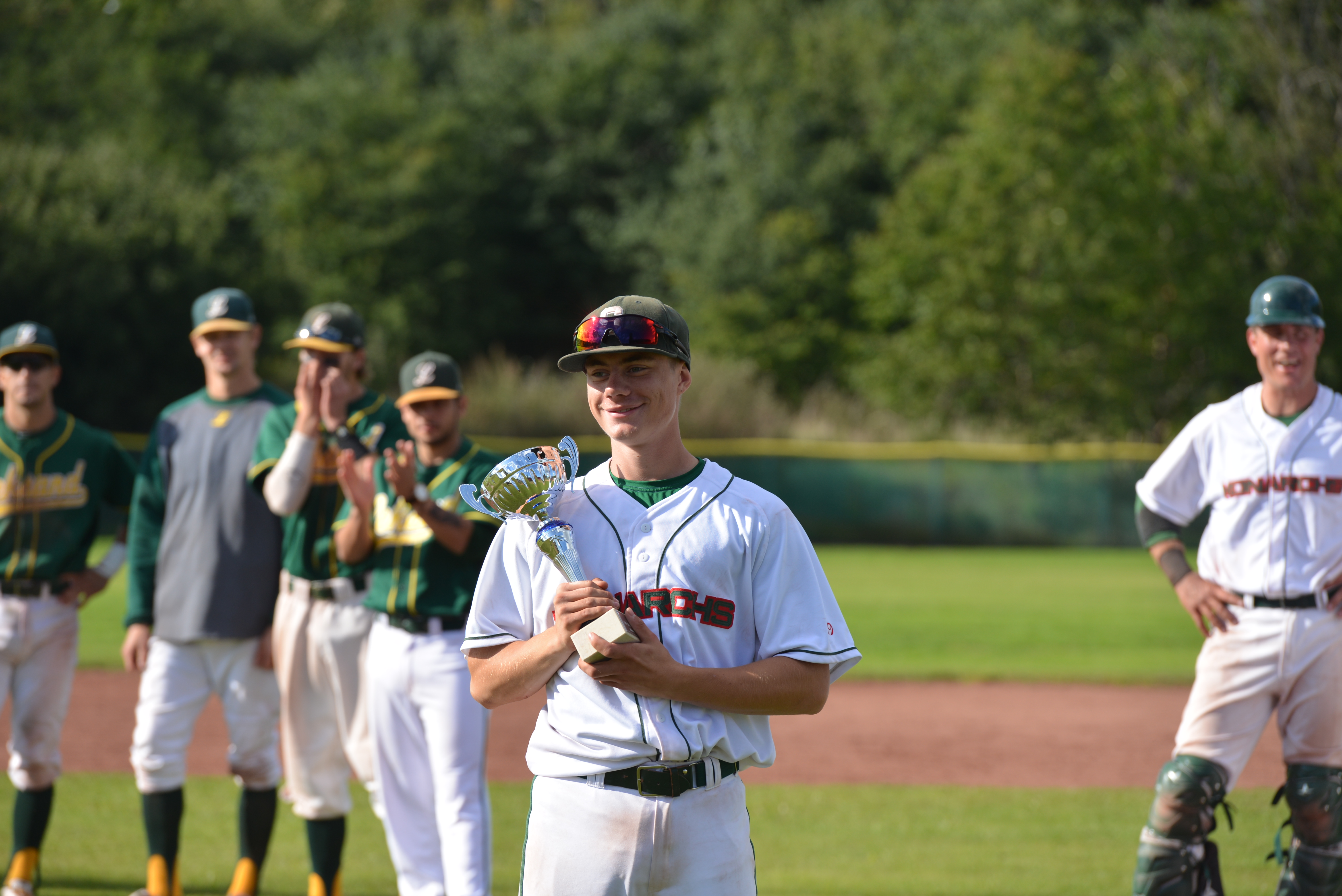
Oscar Holmberg utsågs till MVP i finalserien 2014.